# Stemma della Terra d'Otranto
Lo stemma della Terra d'Otranto fu l'arme adottata per rappresentare l'antica provincia di Terra d'Otranto. Quest'insegna si compone di tre elementi araldici – le barre d'Aragona in campo d'oro, il delfino e la mezzaluna – i quali elementi trovano la propria genesi nella storia e nella mitologia legate al territorio.

## Descrizione
Lo stemma presenta un delfino d'argento, che viene definito stizzoso, dallo storico napolitano Scipione Mazzella. Il delfino tiene in bocca una mezzaluna, pure questa d'argento, ed è verticalmente disposto sui pali vermigli d'Aragona, anch'essi, ovviamente, verticali in campo d'oro.

## Origine

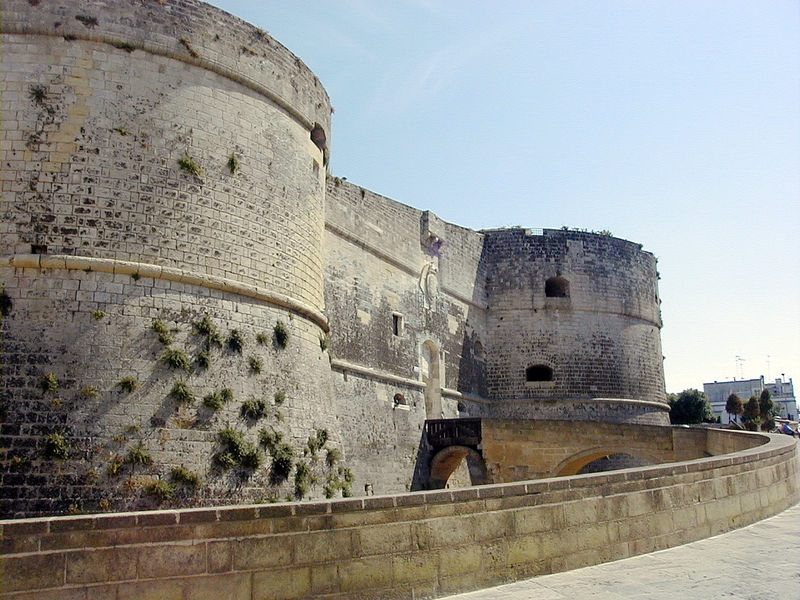
Il castello di Otranto

Lo stemma trae la sua origine dalla funzione di "baluardo" che la Terra d'Otranto ebbe contro le incursioni turche del XV e del XVI secolo. In particolare, il Mazzella associa la nascita dell'arme della provincia idruntina a un preciso evento storico: la battaglia di Otranto. Nell'estate del 1480, infatti, ebbe luogo la cruenta invasione e occupazione di Otranto da parte delle truppe ottomane di Maometto II. La riconquista della città, nel frattempo divenuta base dalla quale muovevano le navi turche per compiere scorrerie lungo le coste salentine, ebbe luogo solo l'anno successivo e fu condotta da Alfonso d'Aragona, duca di Calabria e figlio del Re Ferdinando I di Napoli. Mazzella, quindi, colloca l'introduzione dello stemma nell'anno 1481.

## Elementi

### I pali d'Aragona
I quattro pali vermigli in campo d'oro costituiscono l'antica insegna della Corona d'Aragona. Presenti anche nello stemma del Regno di Sicilia, nello stemma del Regno di Napoli – a partire, proprio, dal regno di Ferdinando I - e nello stemma della provincia di Calabria Ulteriore, le barre d'Aragona sarebbero state scelte, riferisce sempre il Mazzella, come segno di gratitudine verso il sovrano per aver "discacciato" gli ottomani.

Stemma aragonese
Stemma del Regno di Sicilia
Stemma del Regno di Napoli
Stemma della Calabria Ulteriore

### Il crescente

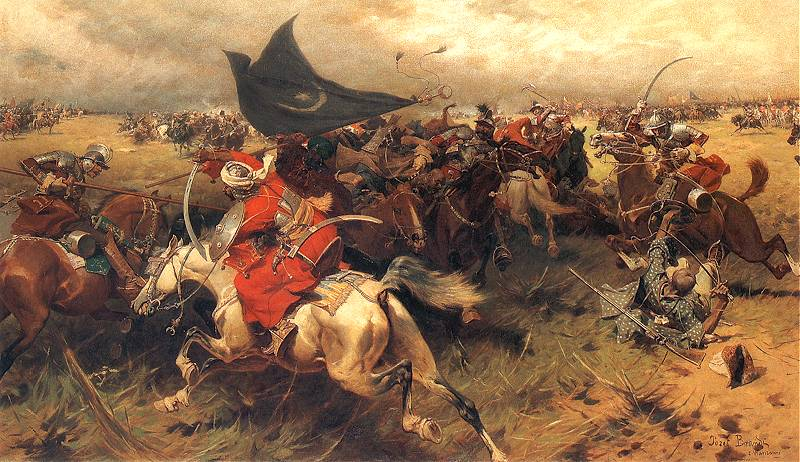
La bandiera con stella e crescente in un dipinto di Józef Brandt

La mezzaluna o, meglio, il crescente tenuto in bocca dal delfino simboleggia la vittoria sugli ottomani. La mezzaluna, infatti, in quanto simbolo dell'Islam e, quindi, dell'Impero ottomano, viene collocata stretta tra i denti del cetaceo proprio a voler indicare la sconfitta patita dall'invasore a opera del Duca di Calabria.

### Il delfino
La presenza nello stemma delle barre d'Aragona e del crescente, dunque, trova la propria origine in un evento storico; la presenza del delfino, invece, si rifà sia alla storia, sia alla mitologia legata al territorio: il delfino, infatti, è uno degli antichi simboli connessi ai Messapi e, in particolare, al mito di fondazione della città di Taranto.
Sempre il Mazzella, infatti, riferisce che:
(S. Mazzella, Descrittione del Regno di Napoli)
I salentini, attraverso varie leggende e tradizioni, erano ritenuti discendenti di Poseidone, tramite loro diversi eroi, il più celebre dei quali fu Messapo.

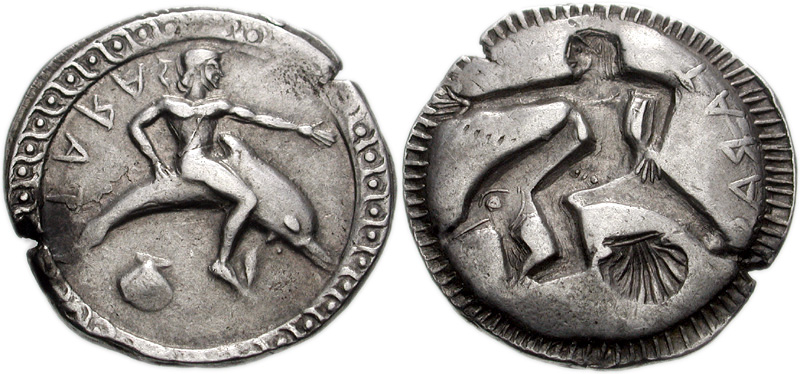
La monetazione tarantina offre un'ampia serie di evidenze di quanto fosse radicata la figura del delfino nella società dell'epoca

Il delfino, però, si lega alla tradizione messapica in seguito alla fusione con l'elemento greco. Nello specifico, il mito fondativo di Taras può essere fatto risalire alla leggenda di Arione, salvato da un delfino, dalla quale deriverebbero o sarebbero stati influenzati il mito di Falanto e il mito di Taras. Falanto, secondo la leggenda, fu il fondatore di Taranto. Sebbene la sua figura non sia comunemente associata al delfino, nella Descrizione della Grecia di Pausania, si ritrova una versione del mito di fondazione di Taranto dove si racconta che l'eroe, figlio di Nettuno, prima di giungere sulle coste salentine fu vittima di un naufragio e venne tratto in salvo da un delfino che lo condusse sulla terraferma.
Quanto a Taras, che secondo la leggenda sarebbe il fondatore di Saturo e, sempre secondo la leggenda, in onore di costui i Parteni avrebbero chiamato Taras la colonia magnogreca fondata in territorio messapico, nell'Onomastikòn, Giulio Polluce, riporta un riferimento numismatico, imputato ad Aristotele, in cui si afferma che la figura d'uomo trasportata da un delfino presente sulla moneta battuta dalla "repubblica tarentina" è Taras, figlio del dio del mare. La monetazione tarantina, infatti, offre un'ampia serie di evidenze di quanto fosse radicata la figura del delfino nella società dell'epoca; allo stesso tempo, nella figura d'uomo posta sul dorso del cetaceo che lo ha tratto in salvo, consentendogli di dar vita a una nuova comunità, può essere riconosciuto l'eroe celebrato, seppur con diversi nomi e con differenti accadimenti, nelle varie leggende riconducibili al medesimo archetipo.

## Uso moderno
Lo stemma della provincia di Terra d'Otranto è stato ereditato dall'odierna provincia di Lecce, ma compare anche nel terzo interzato dello stemma del 47º Reggimento addestramento volontari di Capua.

Lo stemma della provincia di Lecce
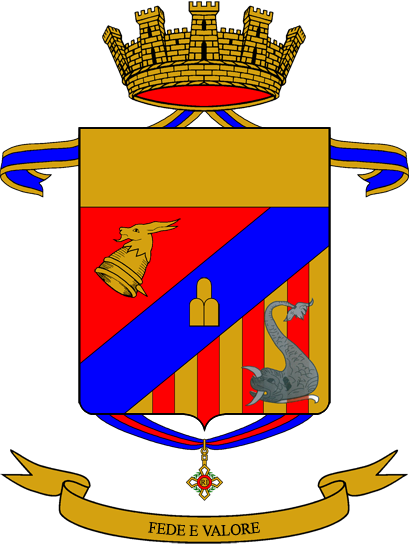
Lo stemma del 47º RAV